# Beautés à Capri
Pour plus de détails, voir Fiche technique et Distribution.
Beautés à Capri (Bellezze a Capri) est une comédie italienne sortie en 1951, co-réalisée par Adelchi Bianchi et Luigi Capuano.

## Synopsis
Une vieille rivalité entre Don Violante, curé d'Anacapri, curé à la mode ancienne, et Don Camillo, curé de Capri, aux idées modernes, prend occasion d'un nouvel épisode pour se déployer. Gennaro, jeune organiste et protégé de Don Camillo, tombe amoureux de Clélia, la nièce de Don Violante. Leur relation amoureuse va faire sortir les vieux griefs entre les deux prêtres.

## Fiche technique
- Titre français : Beautés à Capri[1]
- Titre original italien : Bellezze a Capri
- Réalisation : Adelchi Bianchi, Luigi Capuano
- Scénario : Ruggero Maccari, Mario Amendola
- Genre : comédie
- Musique : Tarcisio Fusco
- Production : Egeria Films
- Photographie : Carlo Bellero
- Format d'image : noir et blanc
- Montage : Mario Bonotti
- Durée : 90 minutes
- Décors : Franco Fontana
- Pays de production :  Italie
- Langue originale : italien
- Année de sortie : 1951
  - France : inédit à Paris, distribué en province (Sud-Est, Corse) avant fin 1960[1].

## Distribution
- Nando Bruno : don Violante
- Anna Bianchi : Clelia
- Ave Ninchi : Cornelia
- Tamara Lees : Concetta
- Armando Francioli : Gennaro
- Alberto Sorrentino : Pasquale
- Lauro Gazzolo : don Camillo
- Virgilio Riento : maréchal
- Mario Carotenuto : directeur du dancing
- Carlo Romano : Vittorio
- Carlo Delle Piane : Peppino
- Anna Arena : Assunta
- Michele Malaspina : Procolo
- Aroldo Tieri : Zalaskj
- Pamela Palma : danseuse
- Augusto Gamucci : danseur
- Marco Tulli : maître de plongée
- Oscar Andriani : évêque
- Roberta Bianchi : fillette